# Château de Hohenzollern
Le château de Hohenzollern (en allemand : Burg Hohenzollern) est un château situé à environ cinquante kilomètres au sud de Stuttgart, en Allemagne. Il est considéré comme le fief ancestral de la famille royale et impériale des Hohenzollern.
Le château est situé au sommet du mont Hohenzollern à une altitude de 855 mètres, à proximité de Bisingen , au pied du Jura souabe. Il a été construit dans la première partie du XIe siècle.
Lorsque la famille se scinde en deux branches, le château est resté la propriété de la branche souabe. Il a été complètement détruit après un siège de dix mois en 1423 par les villes impériales de Souabe. Un deuxième, plus grand et plus robuste, a été construit de 1454 à 1461 et a servi de refuge pour les Hohenzollern souabes catholiques en temps de guerre, y compris pendant la guerre de Trente Ans. À la fin du XVIIIe siècle, cependant, le château a perdu son importance stratégique et est peu à peu tombé en ruine. On dut démolir plusieurs bâtiments délabrés. Aujourd'hui, seule subsiste la chapelle du château médiéval.

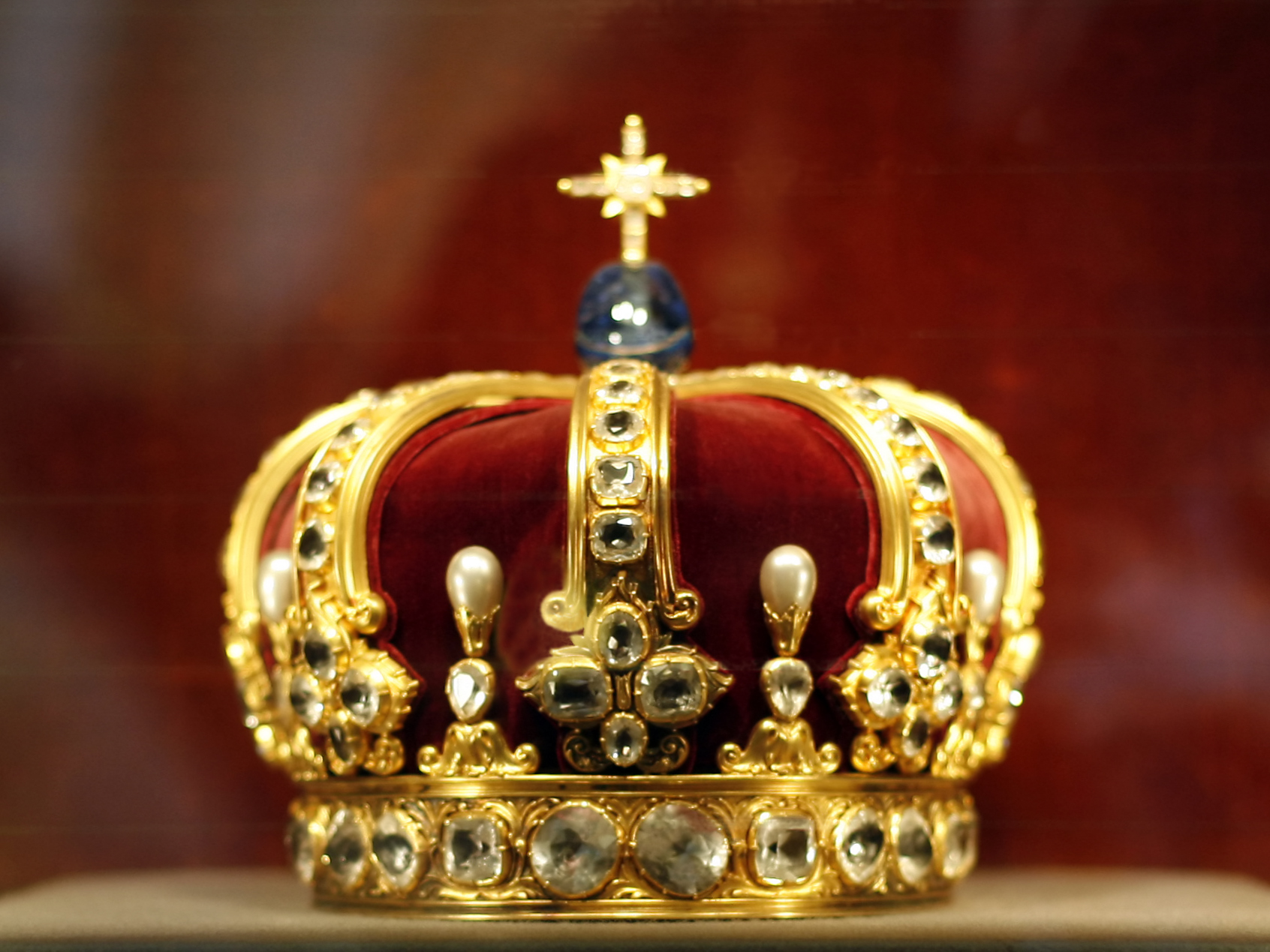
Couronne de Guillaume II

La troisième version du château, qu'on peut voir aujourd'hui, a été construite pour Frédéric-Guillaume IV de Prusse entre 1846 et 1867, sous la direction de Friedrich August Stüler, dont le style avait été inspiré par le néo-gothique anglais et les châteaux de la Loire. Parce que le château a été construit comme un mémorial de la famille, aucun membre de la famille des Hohenzollern n'a habité ce troisième château jusqu'en 1945, quand il est devenu la résidence du dernier héritier Guillaume de Prusse. Il y est enterré avec son épouse Cécile de Mecklembourg-Schwerin.
Parmi les objets historiques de l'histoire prussienne conservés dans le château actuel, il y a la couronne de Guillaume II, quelques effets personnels de Frédéric le Grand et une lettre du président américain George Washington pour remercier le baron von Steuben, un proche de la Maison de Hohenzollern, pour son action dans la Guerre d'indépendance des États-Unis. Le château est aujourd'hui une destination touristique importante.

## Situation
Le château est situé au sommet du mont Hohenzollern, une butte-témoin isolée à 855 m d'altitude. Cette montagne est désignée localement sous le nom de Zollerberg ou tout simplement Zoller. Située sur le côté ouest du Jura souabe, près de Hechingen, elle donne son nom à la région géographique locale, le Zollernalb.

## Histoire

### Premier château
Le premier château des Hohenzollern a été bâti au cours de la première moitié du XIe siècle et est mentionné pour la première fois en 1267 exactement. On ignore l'aspect et les dimensions exacts du premier édifice, mais les fondations mises au jour en 1836 permettent de conclure que le premier château, aussi bien par son importance que par son architecture, constitua à l'époque un ensemble fortifié capable de répondre à toutes les exigences des premiers comtes de Zollern. Le château devint rapidement une sorte d'effigie des Hohenzollern, considéré alors comme « la perle des châteaux souabes ».
En 1423 le château a été assiégé pendant plus d'un an par les troupes de la Souabe villes libres impériales. Le 15 mai 1423, il fut finalement pris et détruit (sauf trois bas-reliefs de la chapelle). L'empereur Sigismond interdit alors toute reconstruction ultérieure. Quelque temps après, Frédéric III leva l'interdiction de son prédécesseur, ce qui permit au comte Jos Niklas von Zollern de poser la première pierre du second château. Les Zollern du Brandebourg et de Franconie, les ducs autrichiens et la noblesse souabe considéraient le château comme un symbole de puissance et encouragèrent sa reconstruction.

### Le deuxième château

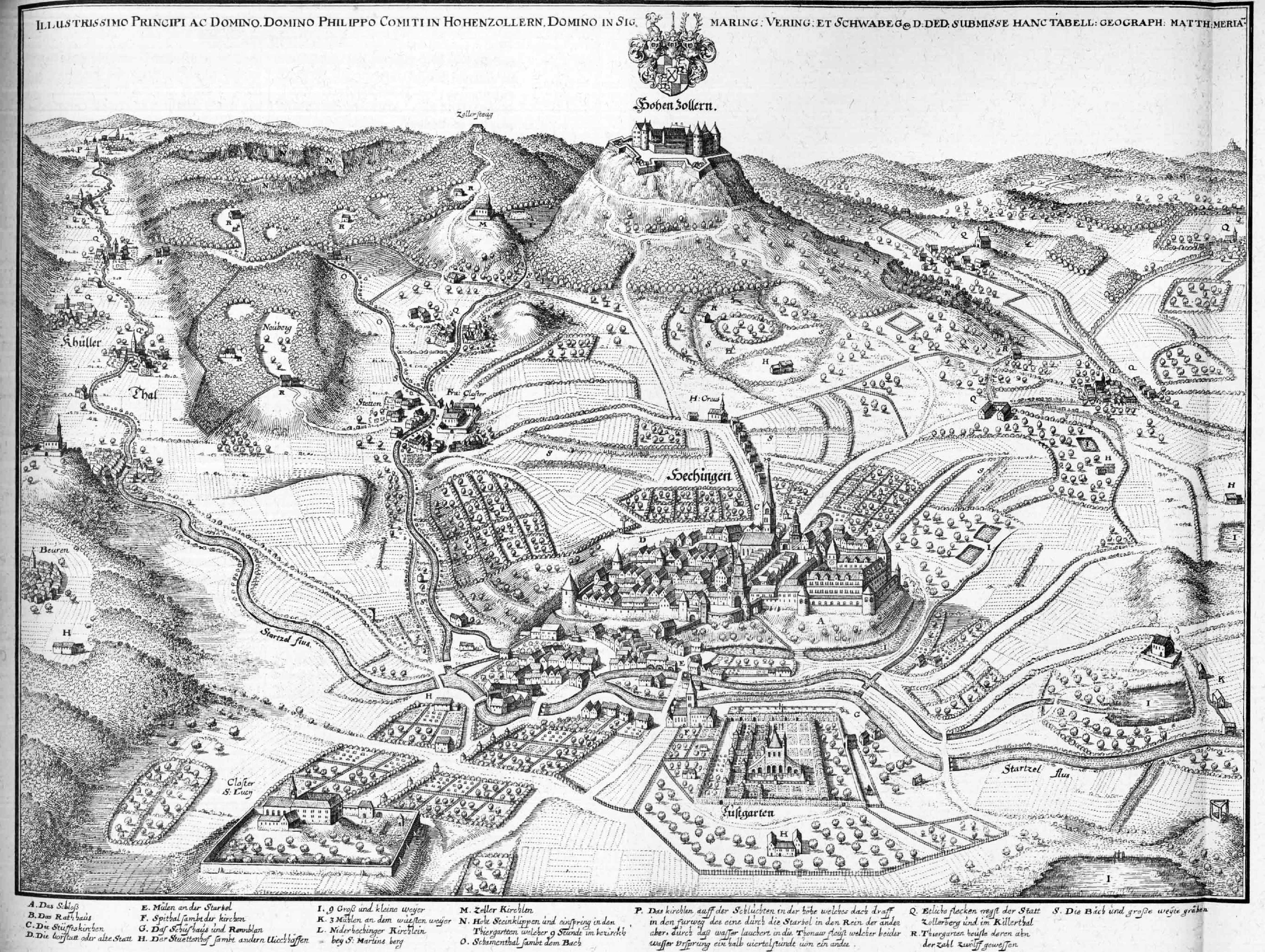
Le château en 1643

En 1454, on commença la construction du deuxième château. Plus beau et mieux fortifié, le deuxième château est composé d'un bâtiment principal, doté sur les côtés extérieurs de quatre tours de protection en demi-cercle. Au nord s'élève la tour de l'Empereur, au sud « la tour du Margrave ». Les travaux de construction furent menés à bien et le château est doté de pièces d'artillerie et de munitions. Bien qu'il ait été beaucoup plus fort que le premier, et malgré sa réputation d'invulnérabilité, pendant la Guerre de Trente Ans (1618-1648), il est capturé par les troupes du Wurtemberg, en 1634. Après la Guerre de Trente Ans, le château passe sous le contrôle des Habsbourg pendant près d'un siècle. Pendant la guerre de Succession d'Autriche (1740-1748), il est occupé par des soldats français au cours de l'hiver 1744/45. Après la guerre, les Habsbourg occupent encore le château, mais il était rarement habité. Lorsque le dernier propriétaire autrichien du château l'abandonne en 1798, il commence à vraiment tomber en ruine. Au début du XIXe siècle, il ne subsiste pratiquement plus que la chapelle de Saint-Michel.

### Le château actuel

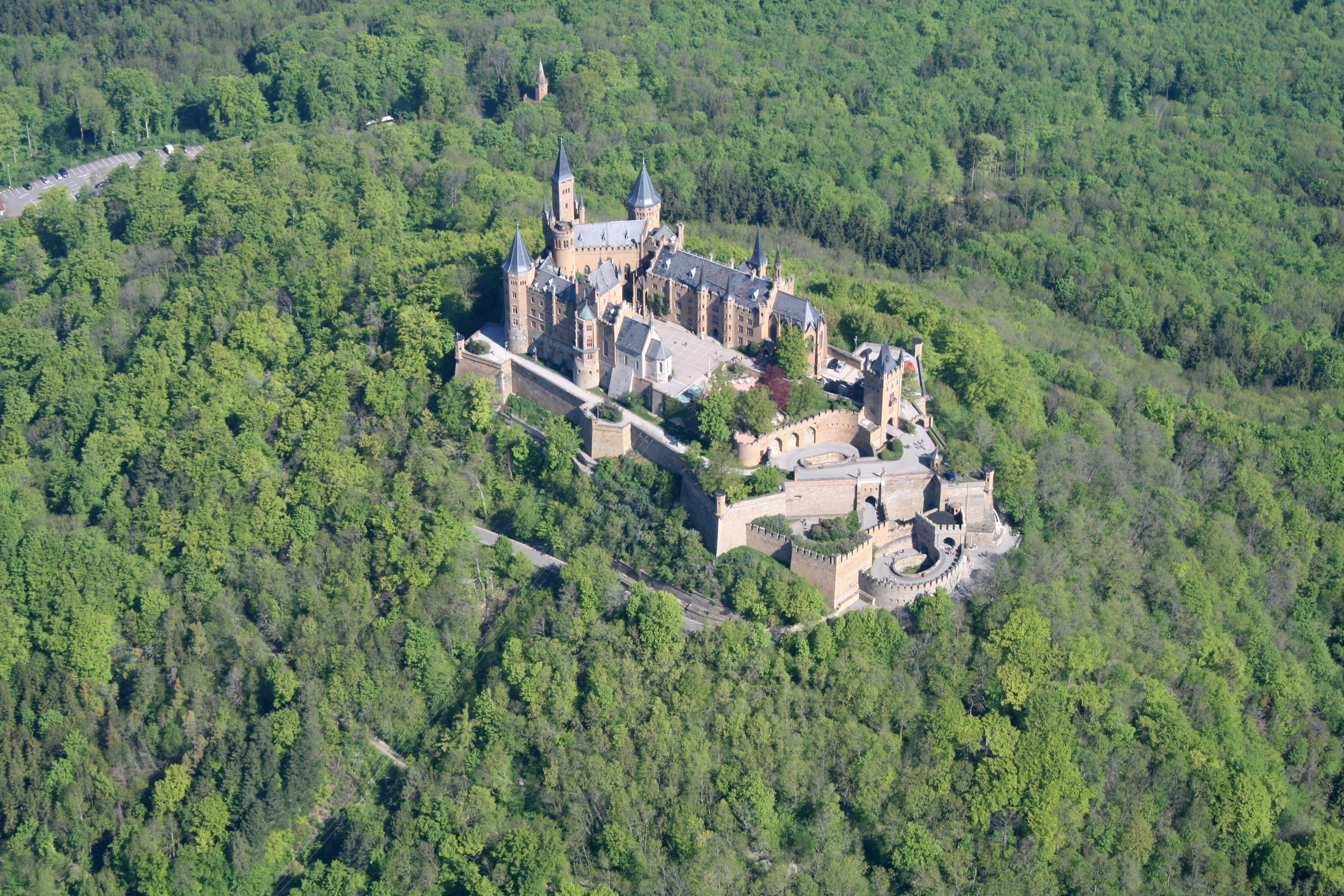
Vue générale du château

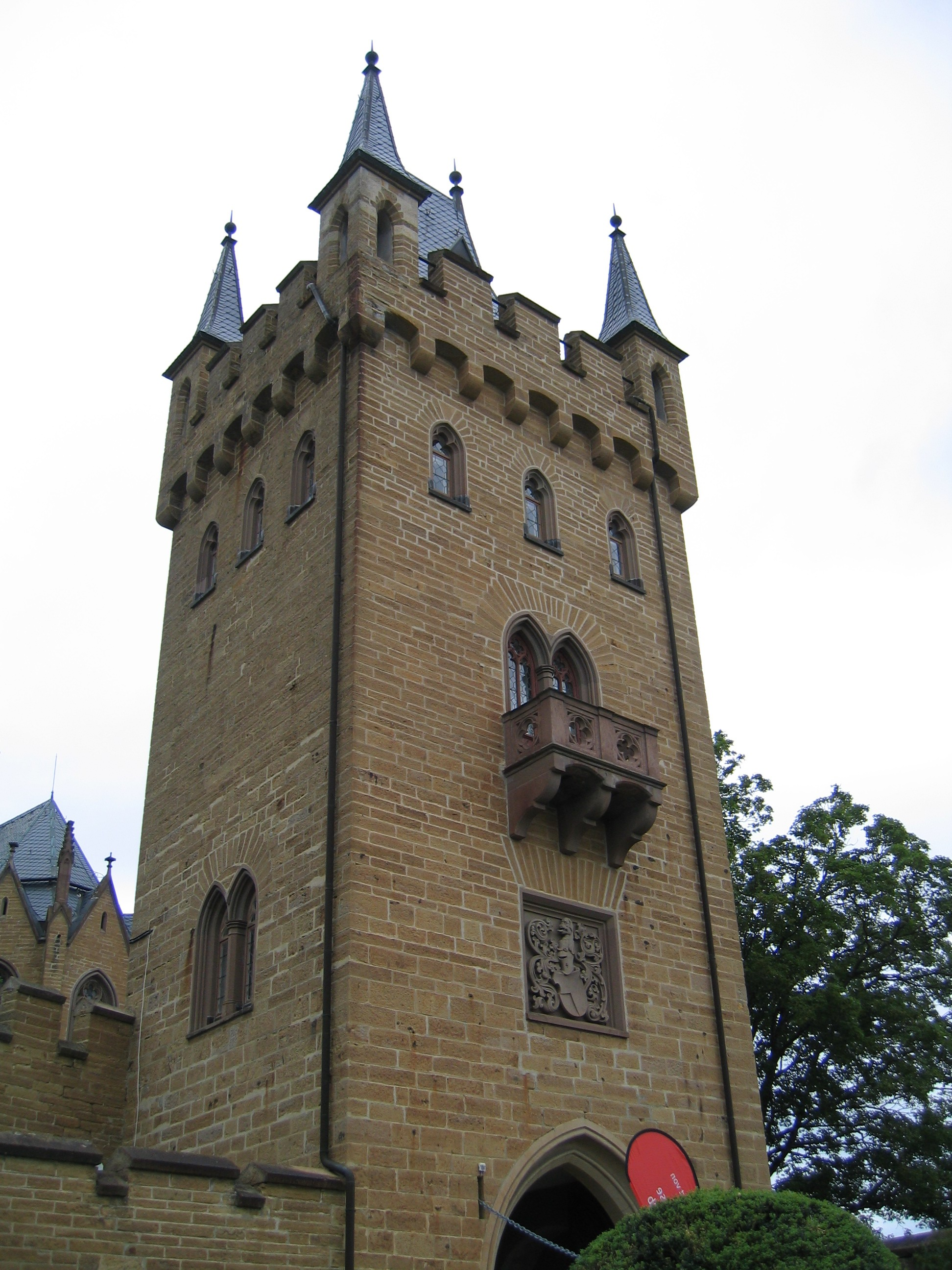
Une des tours du château

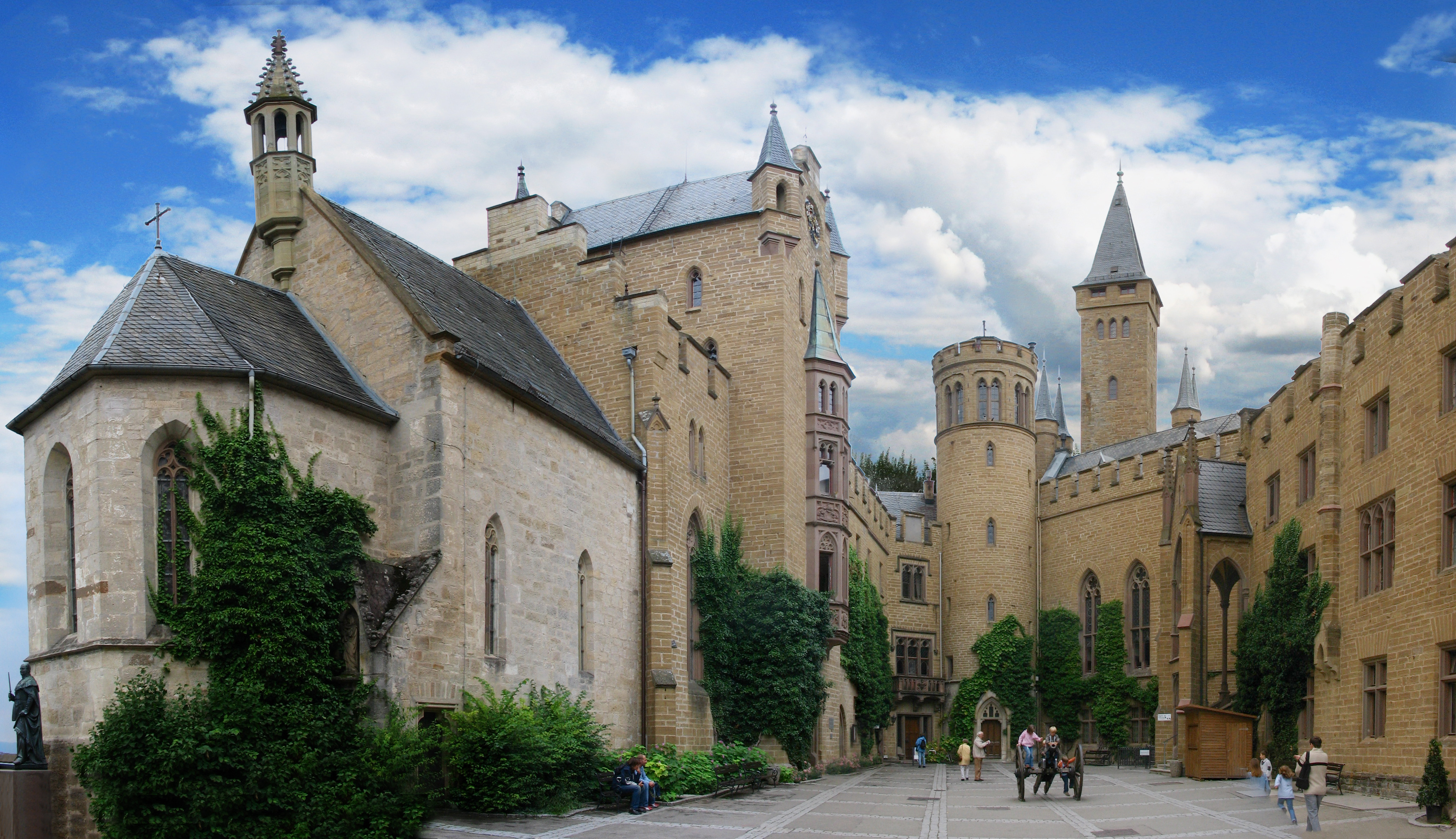
Cour centrale

En juillet 1819, le roi Frédéric-Guillaume IV de Prusse, alors prince héritier, décide d'entreprendre sur-le-champ sa reconstruction. Lors d'un voyage en Italie, il visite l'Allemagne du Sud et souhaite en apprendre davantage sur les racines de sa famille. Il grimpe au sommet du mont Hohenzollern.
En 1844, devenu roi, Frédéric-Guillaume IV écrit dans une lettre : « Les souvenirs de l'année 1819 sont excessivement chers pour moi et comme un rêve agréable, et surtout le coucher du soleil, que nous avons regardé de l'un des bastions du château, ... maintenant ce rêve d'adolescent est devenu le désir de rendre le château des Hohenzollern de nouveau habitable... »
Le château actuel, réaménagé entre 1850 et 1867, est l'œuvre du célèbre architecte berlinois Friedrich August Stüler, élève et héritier artistique de Karl Friedrich Schinkel. Il est construit dans le style néo-gothique. L'entrée impressionnante est l'œuvre de l'ingénieur-officier Moritz Karl Ernst von Prittwitz qui était considéré comme l'ingénieur de premier plan des fortifications de la Prusse. Les sculptures autour et à l'intérieur du château sont l'œuvre de Gustav Willgohs. Le château des Hohenzollern est un monument dédié aux idéaux du mouvement romantique allemand et incorpore la vision idéalisée de ce château par un chevalier médiéval. De cette façon, il est similaire au château de Neuschwanstein en Bavière, mais sans ses éléments fantastiques. Il a également servi à améliorer la réputation de la famille royale de Prusse, par la reconstruction de son château.
La construction a commencé en 1850 et a été entièrement financée par le Brandebourg-Prusse et les branches de Hohenzollern-Sigmaringen de la famille des Hohenzollern. Dix-sept ans plus tard, la construction est achevée le 3 octobre 1867 sous Guillaume Ier. Le château a été endommagé lors d'un tremblement de terre le 3 septembre 1978 et fut restauré jusqu'au milieu des années 1990.

## Fonction
Depuis la reconstruction du château, il n'a jamais été régulièrement occupé. Il était plus considéré comme une attraction touristique. Seul le dernier héritier de Prusse, le prince Guillaume, y a vécu pendant plusieurs mois, après sa fuite de Potsdam à la fin de la Seconde Guerre mondiale et l'occupation soviétique du Brandebourg. Guillaume et son épouse la princesse héritière Cécile y sont tous deux enterrés.
Après 1952, le château a été décoré avec des objets d'art et d'histoire provenant de la collection de la famille des Hohenzollern et de l'ancien musée du château de Monbijou à Berlin. Deux des pièces majeures de la collection sont la couronne du roi de Prusse et un uniforme ayant appartenu à Frédéric le Grand. En plus des tableaux d'artistes de renom (Gerrit van Honthorst, Antoine Pesne, Anton von Werner, Franz von Lenbach et Philip Alexius de Laszlo), il y a une exposition d'œuvres d'orfèvrerie du XVIIe siècle au XIXe siècle.
Après le tremblement de terre du 3 septembre 1978, le château de Hohenzollern a été fermé après avoir subi des dommages importants.
Le château de Hohenzollern est toujours une propriété privée. Les deux-tiers du château appartiennent à la lignée de Brandebourg-Prusse des Hohenzollern, tandis qu'un tiers est propriété de la ligne souabe de la famille. Depuis 1954, le château est également aménagé (par la Fondation princesse Kira de Prusse) pour offrir un camp d'été à des enfants nécessiteux de Berlin.
Le château accueille plus de 300 000 visiteurs par an, ce qui en fait l'un des châteaux les plus visités en Allemagne.

## Chapelle
La chapelle abrite les tombeaux de plusieurs membres de la famille de Hohenzollern.
- Guillaume de Prusse (1882-1951)
- Cécile de Mecklembourg-Schwerin (1886-1954)
- La grande-duchesse Kira Kirillovna de Russie (1909-1967) et sa fille la princesse Kira de Prusse (1944-2004)
- Louis-Ferdinand de Prusse (1907-1994)
- Alexandrine de Prusse (1915-1980)

De 1952 à 1991, les restes de Frédéric-Guillaume Ier et Frédéric II ont reposé dans la chapelle. Après la réunification allemande, ils ont été inhumés à Potsdam.